# Серджіо (карбонадо)
Серджіо (Карбонадо Серджіо порт. Carbonado do Sergio) — найбільше карбонадо та найбільший сирий діамант знайдений за всю історію. Він мав вагу 3,167 каратів (633.4 г). Був знайдений у штаті Бая, Бразилія, в 1895. Як інші карбонадо вважається метеоритного походження.